# Milikowice

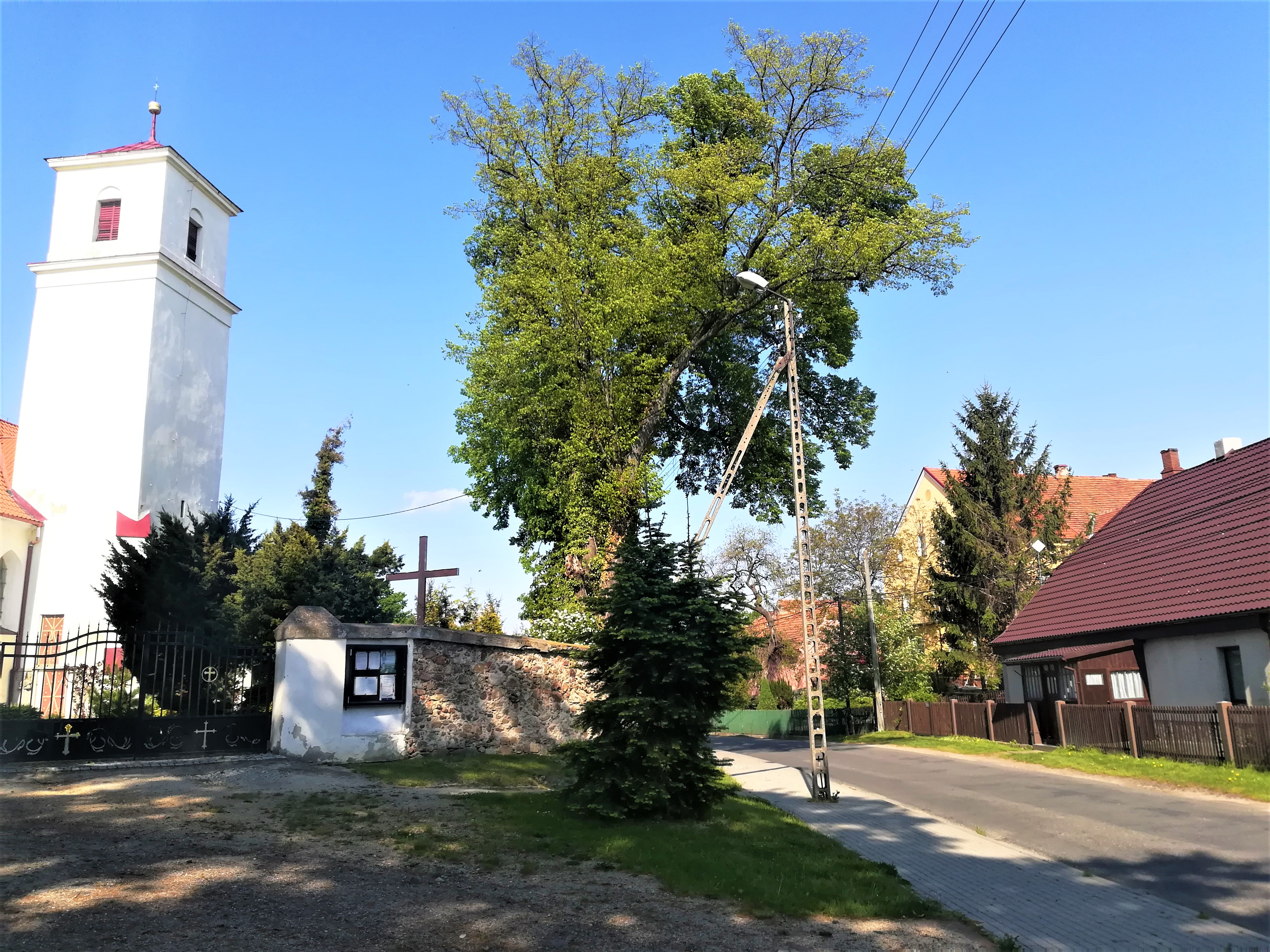
Fragment zabudowy wsi

Milikowice (niem. Arnsdorf) – wieś w Polsce położona w województwie dolnośląskim, w powiecie świdnickim, w gminie Jaworzyna Śląska.

## Podział administracyjny
W latach 1975–1998 miejscowość administracyjnie należała do województwa wałbrzyskiego.

## Nazwa
Milikowice – etymologia nazwy wsi wywodzi się z formy dzierżawnej – wieś Arnolda, później skrócona do formy Arnsdorf. Milikowice nie znajdują potwierdzenia w źródłach pisanych i pochodzą z nazewnictwa powojennego, z 1945 roku.
- Arnoldsdorf - 1369 r. (Ober, Mittel, Nieder).
- Arnsdorf - 1447 r.
- Milikowice -1945 r.

## Zabudowa, położenie
Milikowice są wsią ulicową, utworzoną na bazie wsi łańcuchowej z elementami wsi owalnicowej. Wieś długa, rozłożona równolegle do potoku Milikówka, wzdłuż drogi, wiodącej z Jaworzyny Śląskiej, przez Stary Jaworów i Witków do Świdnicy, na wysokości od 246 do 270 m n.p.m.

## Historia
Pierwsza wzmianka o wiosce pochodzi z 1264 roku. Miejscowość nazywała się Arnoldsdorf została założona przez rycerza Arnolda z orszaku hrabiego Johanna von Wurben. W 1308 roku właścicielem wioski został wrocławski kanonik katedralny Heinrieh von Baruth. Wieś rozpadła się na dwa działy w okresie średniowiecza, a po wojnie trzydziestoletniej nawet na trzy. Były to: Dolne, Środkowe oraz Górne Milikowice (Nieder-, Mittel- und Ober Arnsdorf). Taki podział trwał do roku około 1933. 
W 1845 roku posiadaczami środkowej części wsi byli baronowie von Halin. Majątek przeszedł pod koniec XIX wieku w ręce mieszczańskie.
Milikowice Dolne: na początku XVI wieku właścicielami tej części wsi była rodzina von Schindel. Inni posesorzy to m.in.: baronowie von Nimptsch, rodzina von Kehler, w 1845 roku von Woikowsky-Biedau. Oba majątki zostały ponownie zjednoczone w jednym ręku w 1900 roku przez podpułkownika Schmiege. Kolejni właściciele to hrabiowie von Hasslingen, panowie von Wietersheim i ostatecznie baronowa von Buddenbrock.
Właścicielami Milikowic Górnych były m.in. świdnickie rodziny patrycjuszowskie von Monau, Ungerothen (do poł. XVI wieku), rycerze von Gersdorf, von Tschirn, von Kruckau, von Tschirschky, von Reibnitz, von Zedlitz. Od roku 1741 wieś należała do księstwa świdnickiego, a od roku 1933 wieś stała się osadą ściśle mieszkalną ze względu na liczne gospody oraz domy gościnne.
W 1318 roku wzniesiono kościół katolicki. Od czasu wojny 30-letniej, aż do późnych lat XIX wieku należał do świdnickiego stowarzyszenia kościołów i parafii ewangelickich, wraz z 3 pobliskimi wioskami (Alt-Jauernick, Neu-Jauernick, Wickendorf).

## Zabytki
Do wojewódzkiego rejestru zabytków wpisane są:
- kościół parafialny pw. św. Michała Archanioła, wczesnogotycki, wzniesiony w drugiej połowie XIII wieku, ale wymieniony dopiero w 1318 roku, przebudowany w XV wieku i następnie w 1668 roku, restaurowany w 1891 roku. Murowany, jednonawowy, z wież od południa, z kwadratowym prezbiterium. Sklepienie krzyżowo-żebrowe. Zachowało się szereg nagrobków z XVI, XVII i XVIII wieku
- zespół dworki, położony w środkowej części:
  - dwór-pałac, zbudowany w stylu neogotyckim, prawdopodobnie w latach 30. XIX stulecia, znajduje się w stanie ruiny. W drugiej połowie XIX w. był przebudowywany i utracił część swoich cech stylowych
  - park pałacowy; obecnie komunalny, położony przy drodze do Mokrzeszowa; założony w latach 30. XIX wieku, na powierzchni 16 ha, w formie dużego trójkąta, nosi w sobie, mimo zniekształceń, ślady założenia romantycznego. Jest podzielony licznymi alejami, wzbogacony ciekami wodnymi, o zróżnicowanym drzewostanie, w tym także o charakterze pomnikowym. Należy do ciekawszych w tej części Śląska

inne obiekty objęte ochroną konserwatorską:
- dwa stanowiska archeologiczne: cmentarzysko ciałopalne i ślad osadnictwa
- cmentarz parafialny, dawniej ewangelicki, położony w zachodniej części wsi, przy szosie Milikowice-Mokrzeszów, za zabudową wsi, na płaskim terenie, z połowy XIX wieku. Cmentarz czynny. Brakuje nagrobków o historycznym znaczeniu
- zespół dworski, położony w środkowej części - reszta obiektów:
  - dom mieszkalny, z połowy XIX w., przebudowany w początku XX w.
  - budynek mieszkalno-gospodarczy, z połowy XIX w., przebudowany w początku XX w.
  - obora, z połowy XIX w., przebudowana w początku XX w.
- szkoła podstawowa, przy ul. Kościuszki 27, z początku XX w.
- willa w parku, z początku XX w.
- dom mieszkalny, przy ul. Parkowej 11, z około 1880 roku
- dom mieszkalny, przy ul. Spacerowej 8, z około 1880 r., rozbudowywany około 1906 r.

Ochronie konserwatorskiej podlega układ przestrzenny wsi, a ponadto wszystkie wymienione powyżej obiekty, stanowiące dobra kultury: historii, zieleni, architektury i budownictwa.